# Franziskanerkirche St. Johannis (Akkon)
Die Franziskanerkirche St. Johannis Baptistae (arabisch كَنِيسَة الْقِدِّيس يُوحَنَّا الْمَعْمَدَان الْفَرَنْسِيسْكَانِيَّة, DMG Kanīsat al-Qiddīs Yūḥannā al-Maʿmadān al-faransīskāniyya; lateinisch Ecclesia Sancti Ioannis Baptistae minorum; hebräisch כְּנֵסִיַּת יוֹחָנָן הַמַּטְבִּיל הַקָּדוֹשׁ הַפְרַנְציסְקָנִית Knessijjat Jōchanan ha-Maṭbīl ha-Qadōsch ha-frantsīsqanīt) in Akkon, Nordbezirk Israels, ist eine Franziskanerkirche aus dem 18. Jahrhundert auf baulichen Strukturen einer älteren, 1291 zerstörten Kreuzfahrerkirche. Mit ihrer prominenten Lage ist die Johanniskirche von der Bucht von Haifa aus gut zu sehen und wohl die bekannteste Kirche der Stadt.
Die Franziskanerkirche St. Johannis ist heute die lateinische, d. h. im levantinischen Sprachgebrauch römisch-katholische, Pfarrkirche von Akkon. Die Franziskanerkirche St. Johannis ist weder zu verwechseln mit dem anderen Gotteshaus desselben Ordens am Ort, der Klosterkirche St. Franziskus im Schāriʿ Faransīs al-Assīsī (شارع فرنسيس الأسيزي) noch mit der zerstörten Johanniterkirche St. Johannis, deren Standort jetzt das Alte Serail einnimmt.

## Lage
Die Franziskanerkirche St. Johannis liegt in Akkon im Südwesten der Altstadt an der Seemauer zwischen dem Pisanischen Hafen im Osten und der Bastion Burǧ al-Sanǧaq (برج سنجق ‚Bannerturm‘) im Westen, auf der der Leuchtturm der Stadt steht. Die Kirche steht auf Gewölben so hoch wie die Stadtmauer selbst, die nach Norden aus deren Verlauf vorspringen. Die Mauer ist das Werk des arabischen Regionalpotentaten Ẓāhir al-ʿUmar (1690–1775) und seines Nachfolgers, des osmanischen Statthalters Ahmad ‹al-Dschazzār› Pascha (1722–1804). Ein Zugang zur Kirche zweigt oben von der südlichen Stadtmauer ab.
Die Gassen und Straßen um St. Johannis liegen heute ein paar Meter über dem mittelalterlichen Straßenniveau,:171 da man bei Wiedererschließung der Kreuzfahrerruinen im 18. Jahrhundert herabgestürzte Trümmer und Schutt der einst imposanten, 1291 zerstörten oberen Etagen in den Gassen beließ und sich damit begnügte, mit Sandaufschüttungen ein neues, höheres Straßenniveau zu ebnen. Entsprechend nahm man nur auf dieser Höhe Baureste in Nutzung bzw. baute auf erhaltenen Untergeschossen, die auf dem höheren Niveau noch herausragten, neu, wie im Falle der Johanniskirche.

## Geschichte
Akko ist eine alte Stadt am Mittelmeer, wo der Handelsweg Via Maris zwischen Ägypten und Mesopotamien von See- auf Karawanentransport und umgekehrt wechselte. Mehrfach zerstört und aufgebaut und noch öfter von einem Herrn an einen anderen gefallen (Phönikier, Altägypter, Alexander der Große, Römer, Byzantiner, ägyptische Fatimiden, Kreuzfahrer, Mamluken, um nur einige zu nennen) gehörte Akko, wie die gesamte Levante, seit 1516/1517 zum Osmanischen Reich. Auch unter den Osmanen blieb Akko ein Ruinenfeld. Akkos Kirchen und Befestigungen waren auf Befehl seines siegreichen Eroberers Sultan Chalil 1291 durch Emir ʿAlam al-Din Sandschar al-Schudschaʿi al-Mansuri (عَلَمُ الدِّينِ سَنْجَرُ الشُّجَاعِيُّ المَنْصُورِيُّ, DMG ʿAlam ad-Dīn Sanǧar aš-Šuǧāʿī al-Manṣūrī) geschleift worden, um christliche Spuren zu tilgen und den Kreuzfahrern – nach einer eventuellen Rückeroberung – eine erneute Nutzung als Stützpunkt unmöglich zu machen.
Nur wenige autark lebende Menschen, oft arabische Fischer, ließen sich neu in den Ruinen nieder und richteten sich ein. Akkos Hafen war der einzige in der Levante, in dem bei jedem Wetter Ladung angelandet werden konnte. Im 17. Jahrhundert trieb der florierende Handel in Westeuropa vor allem französische, aber auch niederländische Kaufleute auf der Suche nach Geschäftsgelegenheiten an die Küsten der Levante, wobei erstere gewissen Rechtsschutz durch die Kapitulationen des Osmanischen Reiches genossen und unter Europäern ein Monopol im osmanischen Handel beanspruchten.:94

### Erneuerte Präsenz der Franziskaner in Akko ab 1620

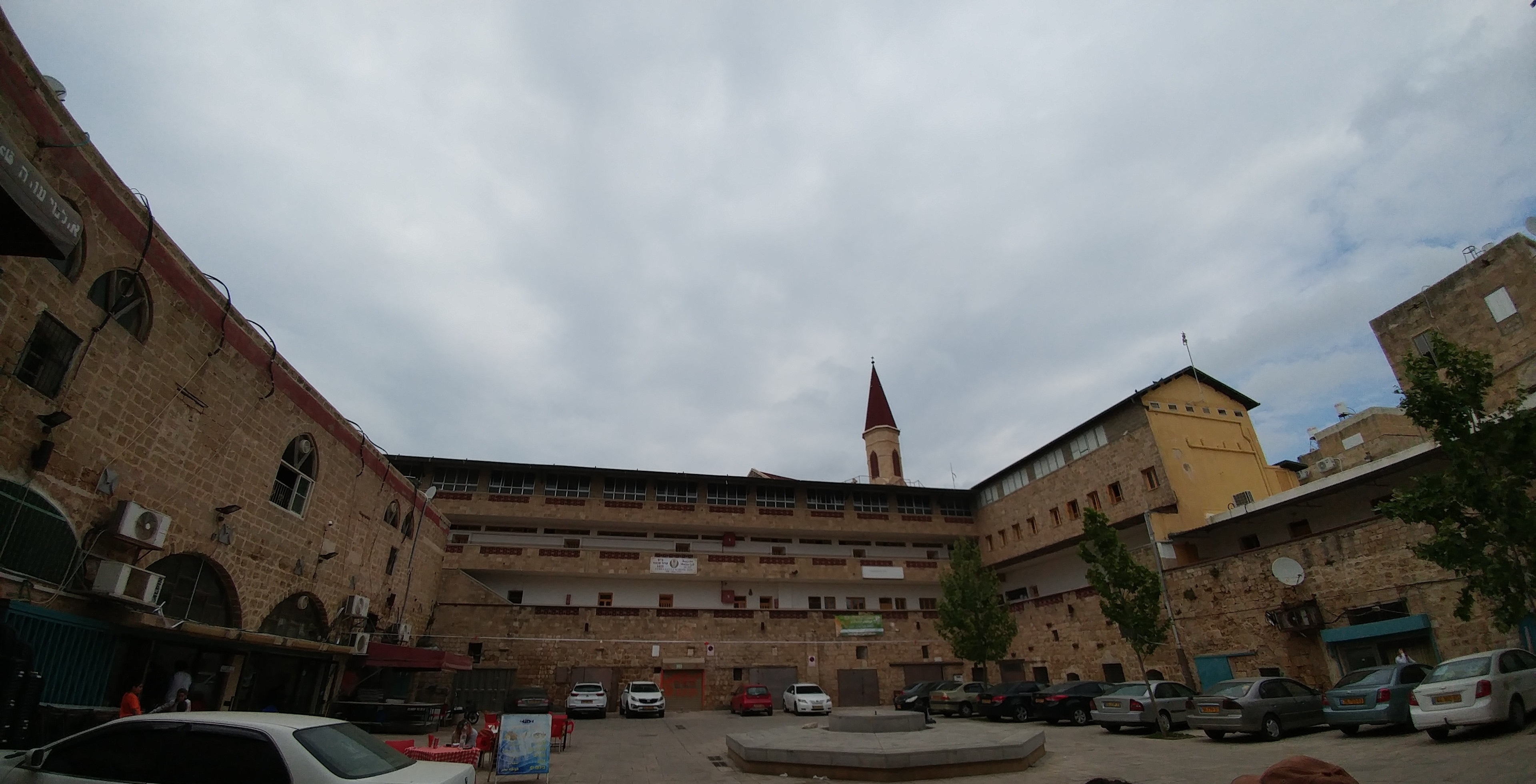
Chan al-Ifranǧ: Überbaut mit Terra-Sancta-Schule, überragt von St. Franziskus, 2015

Europäische Kaufleute steuerten auch den Hafen Akkos an. Im Jahre 1691 wohnten bereits 13 französische Kaufleute in Akko.:96 Schon 1620 gestattete – vermittelt durch seinen franziskanischen Leibarzt Eugène Roger – Fachr ad-Dīn II., seinerzeit Regionalpotentat als Emir der Drusen, den Minderen Brüdern sich in Akko niederzulassen. Bereits 1217 hatte Elias von Cortona ein Franziskanermönchskloster in Akko gegründet, das bis zur Zerstörung der Stadt 1291 bestanden hatte. 1673 richteten die Brüder eine Kapelle am Chan al-Ifranǧ ein, aus der die heutige Klosterkirche St. Franziskus hervorging. Kaufleute unterhielten Handelsposten in diesem hafennahen, 1291 beschädigten ehemaligen venezianischen Handelshof, der um 1700 inmitten der Trümmer hergerichtet wurde und bis heute ihretwegen auf Arabisch Chan al-Ifranǧ (خان الإفرنج ‚Frankenkarawanserei‘) genannt wird.:172
Die Textilindustrie in Frankreich prosperierte und steigerte ihre Baumwollimporte zwischen 1700 und 1750 um das Zehnfache, und obwohl die Produzenten das Angebot steigerten, wuchs die Nachfrage schneller, weshalb sich der Baumwollpreis in der gleichen Zeit verdoppelte.:104 Auf der Suche nach Baumwolllieferanten reisten Marseiller Kaufleute 1691 schon durchs galiläische Hinterland bis Safed.:97 Die wenigen freien Bauern, vor allem aber die vielen abhängigen bäuerlichen Landpächter staatlichen Miri-Landes im osmanischen Tımar-System erkannten, dass Baumwollproduktion über ihren Eigenbedarf hinaus sich zu steigenden Preisen absetzen ließ.
Wenn Steuerpächter (ملتزم, DMG multazim) über die Dörfer kamen, meist um rigoros die Abgabe auf Miri-Land einzutreiben, konnten die oft illiquiden bäuerlichen Pächter diese nur aus Erlösen bestreiten, die sie aus Schnellverkäufen hektisch und nicht voll gereift geernteter Baumwolle an europäische Kaufleute zu schlechten Preisen erzielten.:99 So fielen Preis, Quantität und Qualität für Produzenten und Kaufleute ungünstig aus, weshalb französische Kaufleute bis 1720 einen Terminmarkt für Baumwolle (später auch für andere Terminwaren wie Olivenöl und Getreide) etablierten, indem sie Produzenten vor der Ernte den abgezinsten Verkaufserlös zahlten, die so bequem ihre Abgaben zahlen konnten, und den vollen Ertrag erst dann lieferten, wenn sie die reife Ernte eingeholt hatten.:99
Die Hohe Pforte verbot 1729 Termingeschäfte mit Agrarprodukten, aber ohne Erfolg.:99 In Vollzug des Verbotes verhafteten die Behörden im Juni 1730 Saʿd al-Zaydānī, ältester Bruder Ẓāhir al-ʿUmars (1690–1775), da er den Verkauf der Ernten dreier Dörfer auf Termin an französische Kaufleute vermittelt hatte, die sich auch erfolgreich für seine Freilassung einsetzten.:100 Ẓāhir al-ʿUmar, selber erfolgreicher Kaufmann im Handel zwischen Galiläa und Damaskus,:119 erkannte eine Chance und vereinbarte 1731 mit dem in Akko niedergelassenen Melkiten und Kaufmann Jūssuf al-Qassīs (يوسف القسيس; zunächst sein Berater, ab den 1740er Jahren sein Wesir:108), seine Waren ins Ausland zu verkaufen.:35
Ẓāhir al-ʿUmar übernahm nach dem Tod seines Vaters die Aufgabe des Multasims (Steuerpächters), wobei er kaufmännisch denkend auf regelmäßige kontinuierliche Steuereingänge setzte, statt auf einmalige Höchstbeträge, die die Steuerpflichtigen ruinierten.:33 Sein Konzept schloss auch ein, Landpächter vor Räubern zu schützen.:155
Von Kaufleuten respektiert und bäuerlichen Landpächtern für Rücksicht und Schutz geschätzt, begann Ẓāhir al-ʿUmar mit Verhandlung und militärischem Geschick in Galiläa eine Ordnung aufzubauen, die Schutz vor Raubüberfällen und amtlicher Ausbeutung und Willkür bot, indem er allgemeine Regeln aufstellte und durchsetzte, auf die sich die Einwohner verlassen konnten. Ẓāhir al-ʿUmar erhob sich zum autonomistischen Regionalpotentaten, geflissentlich dem osmanischen Fiskus die geforderten Steuern zahlend und offenen Konflikt mit der wenig präsenten Hohen Pforte meidend, sondern deren Anerkennung suchend.:46
In Ẓāhir al-ʿUmars Gebiet vor Raub geschützt konnten bäuerliche Produzenten ihre Produktion steigern und behielten nach Steuer und Pacht mehr von ihrem Ertrag für sich übrig als ihresgleichen in Gebieten anderer Herren. Die unter diesen günstigen Umständen wachsende Produktion im primären Sektor, schließlich weiter verstärkt durch Förderung der Arbeitsmigration,:38seqq. erforderte und erlaubte durch wachsende Steuereinnahmen auch mehr Beschäftigte im verarbeitenden sekundären und Dienste (Handel, Verkehr, Verwaltung, Planung, Ordnungskräfte und Sicherheitsorgane) erbringenden tertiären Wirtschaftssektor,:117 womit die Zahl der Akkoner von 400 um 1730 binnen weniger Jahre auf 15'000 und dann 25'000 um 1770 anstieg.:16

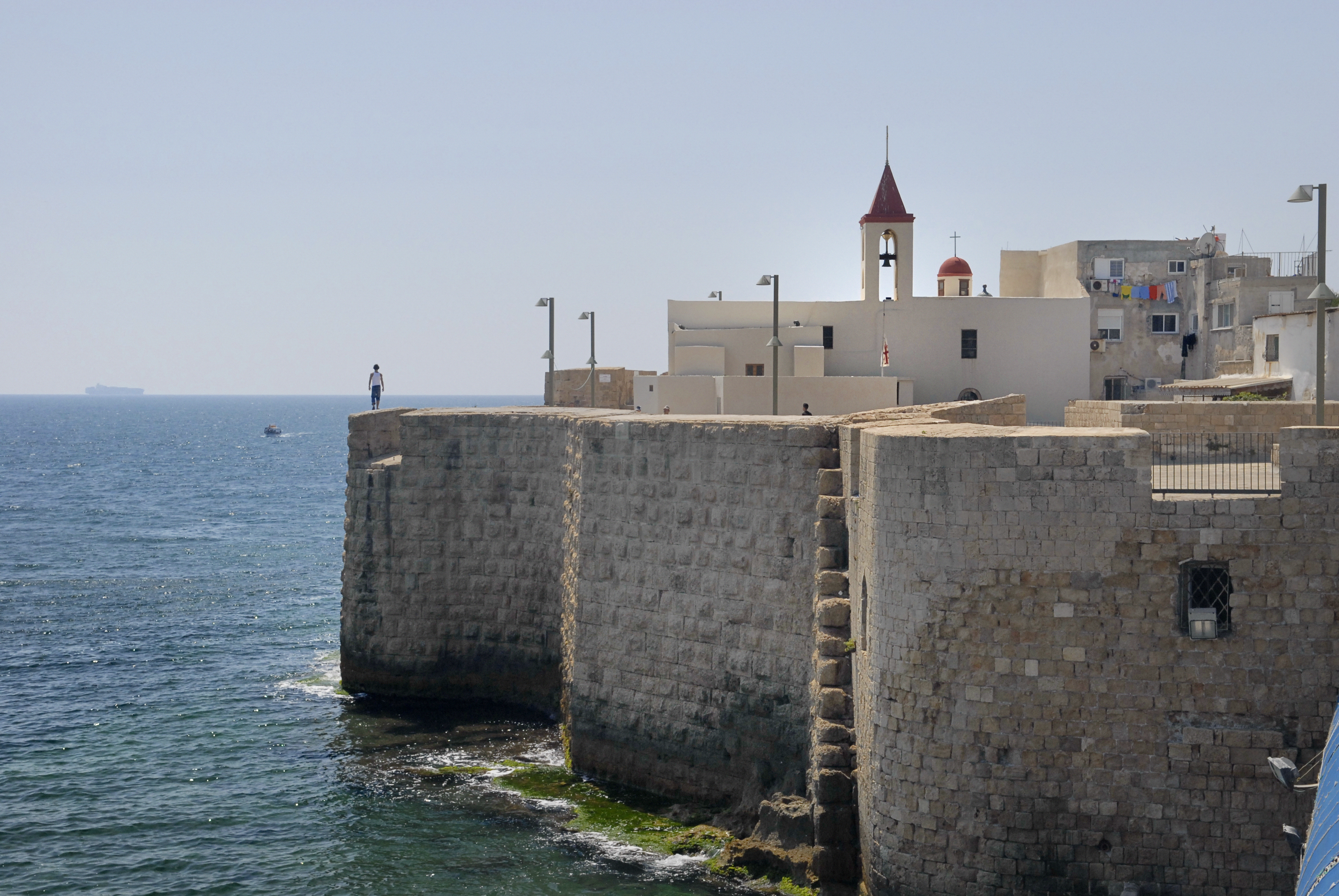
Franziskanerkirche St. Johannis auf der südlichen Stadtmauer, 2008

### Ab Bau der Kirche im 18. Jahrhundert
Die Neu-Akkoner wanderten von Aleppo, Damaskus, griechischen Inseln, Malta oder Nazareth zu.:22 Sie bekannten sich meist zum Christentum, insbesondere zur griechischen Orthodoxie oder griechisch-katholischen Union, wodurch ab Mitte des 18. Jahrhunderts Christen in der Stadt die Mehrheit bildeten.:23
Die Franziskanerkirche taucht im Inventar der Minderen Brüder Akkos auf, das sie auf Anfrage des Kustos des Heiligen Landes 1737 zusammenstellten. Ob das Jahr 1737 das Baujahr ist, ist nach Ansicht Bernhard Dichters nicht eindeutig, auch wenn dieses Jahr in einem Steinrelief geschrieben steht, das sich bis zur Renovierung der Kirche in den 1990er Jahren in deren Nordwand befand. Das quadratische Relief zeigt in den Ecken des Steins die Ziffern 1, 7, 3 sowie 7, während seine Mitte das christliche Wappen Jerusalems ziert. Der Reliefstein befindet sich inzwischen in Verwahrung des Jerusalemer Museums des Zentrums Studium Biblicum Franciscanum. Thomas Philipp dagegen meint, es seien die Minderen Brüder die Bauherren der Franziskanerkirche in Akko und 1737 sei das Baujahr.:177
Unklar ist auch, wieso die Kirche 1737 zum Inventar der Franziskaner gehörte, obwohl Melkiten sie in den 1760er Jahren nutzten, wie Giovanni Mariti (1736–1806) aus eigener Anschauung zu berichten wusste, als er in Akko weilte, wo Ẓāhir al-ʿUmar ihn auch in dessen Zitadelle empfing. Cedric Norman Johns befasst sich in einem früheren Entwurf umfänglich mit diesem Problem, worauf er und Naʿīm Makhouly in der 2. Auflage ihres Reiseführers verweisen. Mariti und Victor Guérin vermerken in ihren Reiseberichten, dass das Patrozinium ursprünglich Unsere Liebe Frau lautete. Wann dieses wechselte, ist nicht bekannt. Inzwischen ist die Kirche jedoch Johannes dem Täufer in Erinnerung an die 1291 zerstörte Johanniterkirche St. Johannis geweiht.:177
In und auf Ruinen der Kreuzfahrerstadt errichteten Neu-Akkoner im 18. Jahrhundert eine neue Stadt. Ẓāhir al-ʿUmar erkannte Akkos Potential:35 und begann ab den 1740er Jahren den Ausbau der Ruinen Akkos zu seiner befestigten Residenz und Verwaltungszentrale. So wurde das wieder befestigte Akko Knotenpunkt zum globalen Handel, Ẓāhir al-ʿUmars Festung und Hauptstadt seines prekären regionalen Herrschaftsgebiets. Vermutlich gegen Ende der 1740er Jahre übergaben die Minderen Brüder die Johanniskirche an die neu mit Rom unierten Melkiten, die in Akko die größte Religionsgemeinschaft bildeten.:177 Ibrāhīm al-Ṣabbāġ (um 1715–1775), ab 1757 Leibarzt und ab 1761 zudem Wesir Ẓāhir al-ʿUmars, finanzierte ab 1760 den Bau der melkitischen Andreaskirche,:108 die 1764 fertiggestellt wurde.
Bruder Dominici, der Guardian des Klosters, plädierte 1760 dafür, außer der bestehenden Franziskuskirche im Kloster eine weitere lateinische Kirche in Akko einzurichten, um den Lateinerinnen den Kirchgang zu erleichtern. Gaudenzio Governanti vermutet, die Erleichterung lag darin, dass der Standort der Johanniskirche sich im damals überwiegend christlichen Viertel befindet,:176 die Franziskuskirche aber am Kloster, wohin man nur durch das damals überwiegend muslimische Viertel mit seinem Sūq gelangte, was den Kirchgängerinnen unlieb war. Im Jahre 1178 der Hidschra (gregorianisch 1764/1765) erwarben die Franziskaner nördlich der Johanniskirche Räume, womit sie den Kirchenbesitz dort erweiterten, wie der erhaltene Kaufvertrag ausweist.
Nach gescheiterten Versuchen, den aus eigenem Willen und Können aufgestiegenen, unabhängigen Ẓāhir al-ʿUmar abzusetzen, fügte sich die Hohe Pforte 1768 schließlich ins Unvermeidliche und verlieh ihm den neu geschaffenen, seinen aus eigener Kraft errungenen Machtbereich spiegelnden Rang eines Scheichs von Akko und ganz Galiläa.:36 Ẓāhir al-ʿUmar, der einem beim osmanischen Sultan Abdülhamid I. in Ungnade gefallenen Freund beistand, war 1771 so selbst Ziel osmanischer Intervention geworden, die 1775 mit seiner Erschießung auf der Flucht endete.:44seqq. Als neuen Scheich ernannte die Hohe Pforte Ahmad ‹al-Dschazzār› Pascha ab 1777 mit Titel eines Wālī von Sidon,:111 als der er 1779 aber seinen Sitz in Akko nahm.:180
Ahmad ‹al-Dschazzār› Pascha, dem Gewalttätigkeit den Beinamen ‹der Schlächter› (الجزّار al-Ǧazzār) eingetragen hatte,:50 fehlten wirtschaftlicher Sachverstand, freundschaftliche und als Bosniake familiäre Beziehungen in seinem Machtbereich sowie die Fähigkeit, seiner Macht widerstreitende lokale und regionale Potentaten durch Zugeständnisse und Abkommen für sich zu gewinnen.:121seqq. Stattdessen setzte er auf Gewalt, um angebliche und tatsächliche Gegner zu beseitigen und potentielle Widersacher abzuschrecken.:74 Daher unterhielt Dschazzār Pascha einen personalstarken Repressionsapparat aus teuren fremden, auch bosnischen Söldnern ohne Bindungen zu lokaler Bevölkerung.:159
Steigende Ausgaben erforderten höhere Steuerforderungen und -einnahmen, die z. B. ein neues obrigkeitliches Monopol im Getreidehandel einbringen sollte.:121 Die Zahl der Bauern sank, 1786 zunächst in Folge Todes durch die Beulenpest, schließlich teils durch Flucht vor Repressalien oder Steuerexekution.:113 Akkoner und Galiläer wanderten ab und mehr und mehr Agrarflächen lagen brach.:121 Dschazzārs Versuch aber, französische Käufer 1790 an Direktkäufen bei Bauern zu hindern, womit sie Exportabgaben umgehen wollten, ließ diese nach Beirut weiterziehen.:114
Dschazzār Paschas Nachfolger, sein Adoptivsohn Süleyman Pascha ‹al-ʿĀdil› (Amtszeit 1805–1819) und dessen Sohn und Nachfolger, ʿAbdullah Pascha ibn ʿAlī (Amtszeiten 1820–1822 und wieder 1823–1832), kehrten die Entwicklung nicht um. Die Lateiner suchten 1811 um Erlaubnis nach, die Kirche renovieren zu dürfen, was ihnen Süleyman Pascha (1760er–1819) auf Fürsprache seines Wesirs Ḥāyīm Farḥī ‹al-Muʿallim› (حاييم فرحي; 1760–1820) erlaubte. Die Kirche wurde dann repariert und außen weiß gestrichen.
Abdullah Pascha schließlich verschlimmerte die Lage noch, indem er den Unmut über die Lage gegen Ḏimmi, also gegen Christen und Juden lenkte.:183 Abdullah Pascha und sein Vorgänger waren die letzten Wālīs von Sidon, die von Akko aus amtierten. Nach dem Niedergang Akkos durch verfehlte Wirtschaftspolitik, verpasste wirtschaftliche Anpassung,:185 Seuchen, Krieg und Erdbeben dümpelte Akko als Städtchen mit 2'000 Einwohnern in großartiger Kulisse vor sich hin. Auch der Amtssitz regionaler Verwaltungen war an andere Städte verloren gegangen. Ab den 1880er Jahren jedoch profitierte auch Akko von der arabischen Zuwanderung ins Heilige Land, die wirtschaftliches und karitatives Engagement aus dem Westen anlockte, und vom Bevölkerungszuwachs durch Geburtenüberschuss.

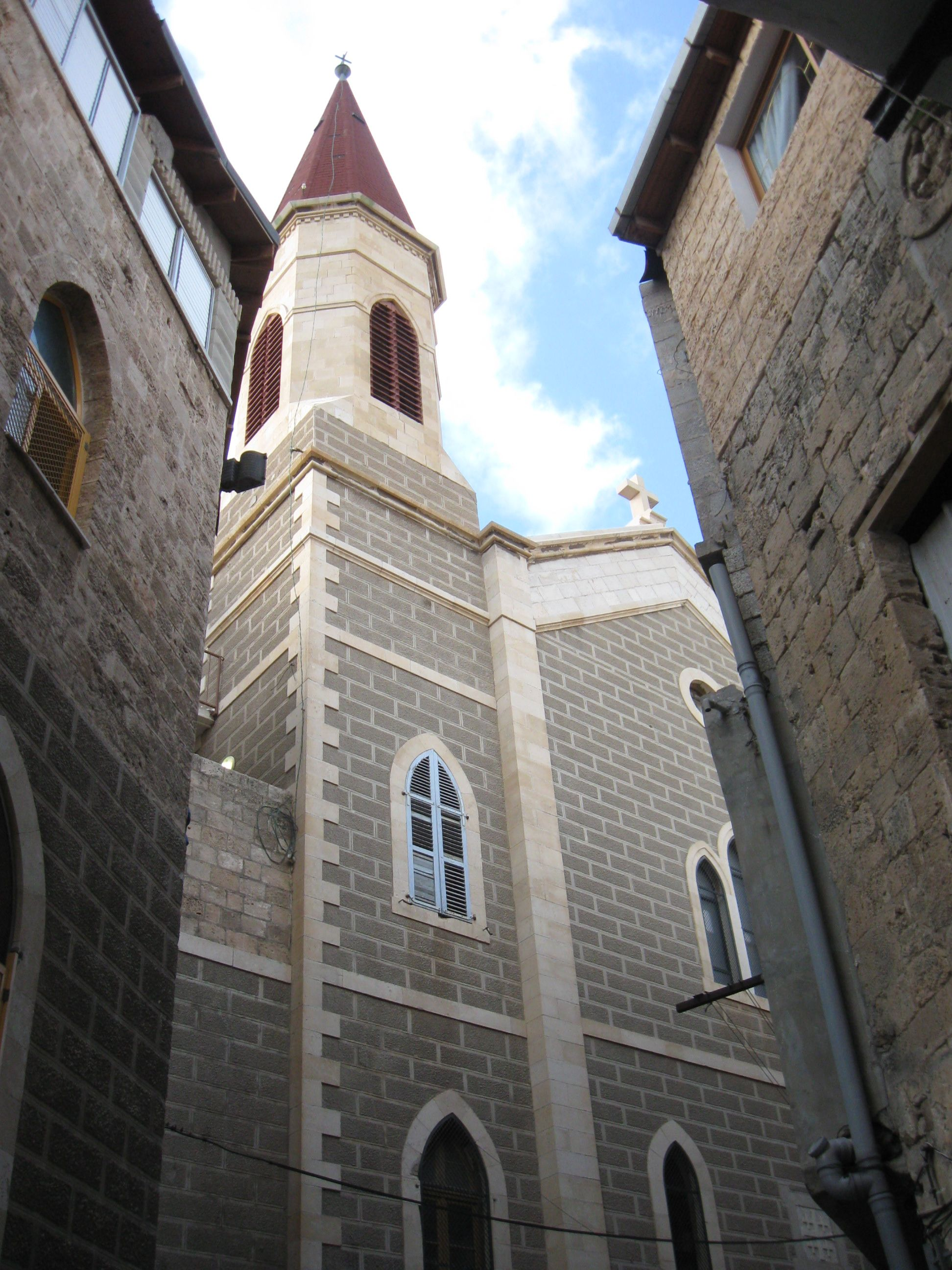
Franziskuskirche vom Schāriʿ Faransīs al-Assīsī, 2012

### Im 20. Jahrhundert
Die britische Mandatsmacht ersetzte das diskriminierende Millet-System und sicherte die Freiheit aller Bekenntnisse und jeder Religionsausübung. Im Jahre 1929, als arabische Muslime in Fortsetzung antijüdischer Pogrome in Hebron, Jerusalem und in Safed, aufgestachelt durch islamische Honoratioren, in Akkos Altstadt Juden jagten, verließen viele Katholiken die unsichere Altstadt, denn vereinzelt erschlugen Muslime auch Christen,  und die Franziskaner schlossen die wenig frequentierte Johanniskirche als Gebetsstätte. Die Gemeinde zog in die Franziskuskirche im Franziskanerkloster aus dem 18. Jahrhundert in direkter nördlicher Nachbarschaft des Chan al-Ifranǧ. 
1942 hatte die Antikenverwaltung Mandatspalästinas die Exploration Winter begonnen, um Akkos Altstadt zu erkunden. Sie ergab, dass der Baubestand der Altstadt eine einzigartige bauliche Verbindung von Kreuzfahrerbauten des 12./13. Jahrhunderts mit Bauten aus der arabisch-osmanischen Epoche (18./19. Jahrhundert) sei. In Folge dieser Erkundung stellte die britische Mandatsregierung die Altstadt Akkos unter Schutz und erließ eine Erhaltungssatzung.

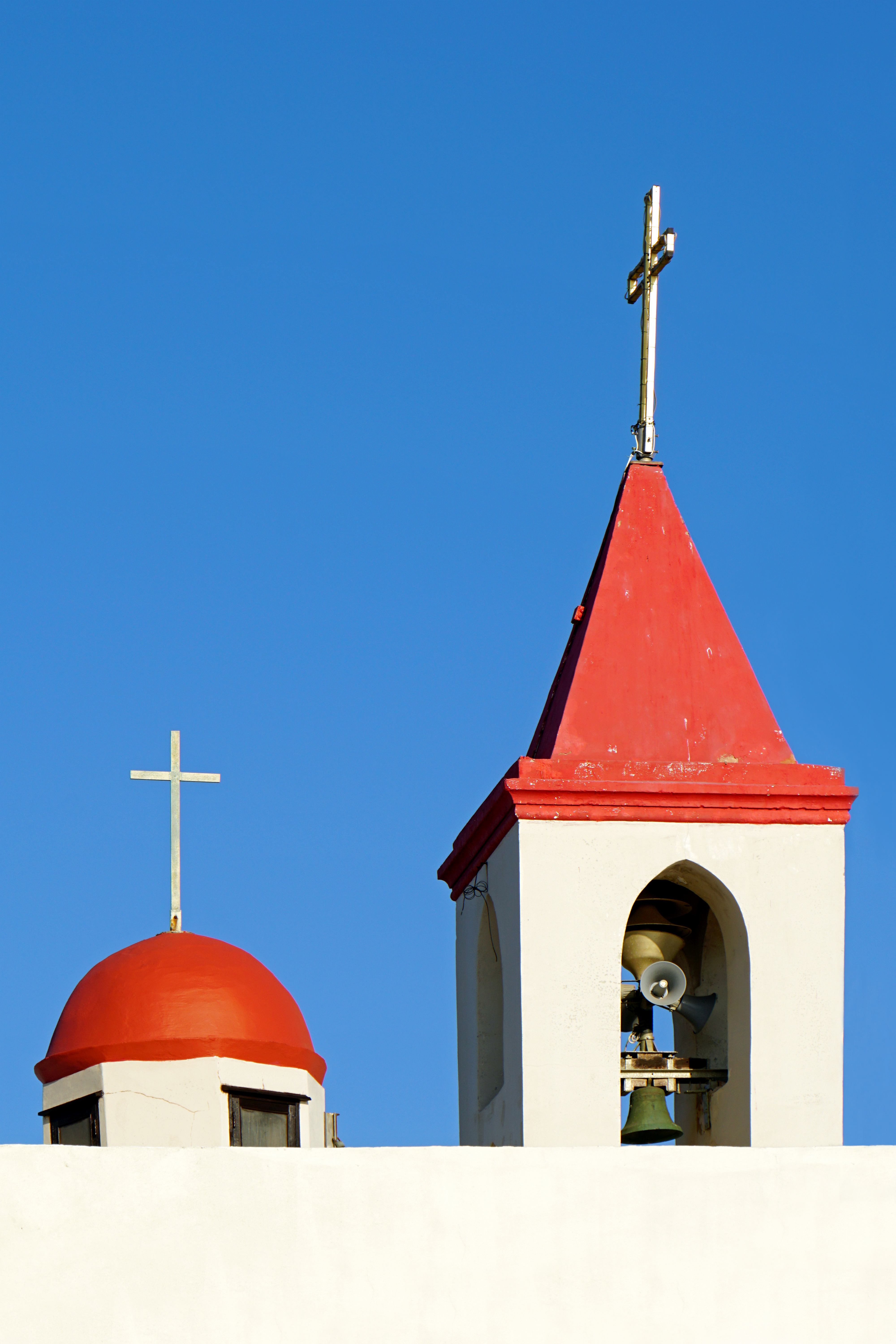
St. Johannis: Laterne und Glockenturm mit Glocke, 2016

Im Rahmen der Pläne zur Wiederbelebung der Altstadt begann die Kostodie des Heiligen Landes 1947 die Franziskanerkirche zu renovieren, jedoch ruhten die Arbeiten ab November im Palästinensischen Bürgerkrieg. Schließlich beschädigten im Mai 1948 israelische Geschosse im Krieg um Israels Unabhängigkeit den exponiert gelegenen Bau, bevor der ZaHa"L am 17. Mai 1948 die Stadt einnahm. Während jüdische Akkoner alle vor antisemitischer Gewalt im Zuge des Arabischen Aufstands 1936 bis 1939 aus der Stadt geflüchtet waren, floh im Krieg um Israels Unabhängigkeit die Hälfte der nichtjüdischen Akkoner oder wurde vertrieben. Zugleich wurde Akko erste Zuflucht und dann neue Heimat vieler arabisch-muslimischer Binnenflüchtlinge aus anderen Orten, die landesweit mit 46.000 Personen 1949 ein knappes Drittel der israelischen Araber ausmachten.
Die beschädigte Kirche wurde als Flüchtlingsunterkunft hergerichtet. Ab 1949 kamen auch viele der ab 1936 geflohenen jüdischen Akkoner in ihre Heimatstadt zurück. Arabische jüdische Flüchtlinge aus dem Maghreb und von der arabischen Halbinsel fanden in den folgenden Jahren Aufnahme in Akkos neuer Neustadt. Israels Abteilung öffentlicher Arbeiten (מַחְלֶקֶת עֲבוֹדוֹת צִבּוּרִיּוֹת Machleqet ʿAvōdōt Zibbūrijjōt; מָ.עָ.צ MaʿAZ oder MaʿAtZ) behob die Kriegsschäden an St. Johannis und, nachdem die darin untergebrachten ehemaligen Flüchtlinge in andere Wohnstätten gewechselt hatten, öffnete die Kirche wieder am 4. April 1950, wurde aber 1955 in ein Gemeindezentrum und Pfadfindertreff umgewandelt.

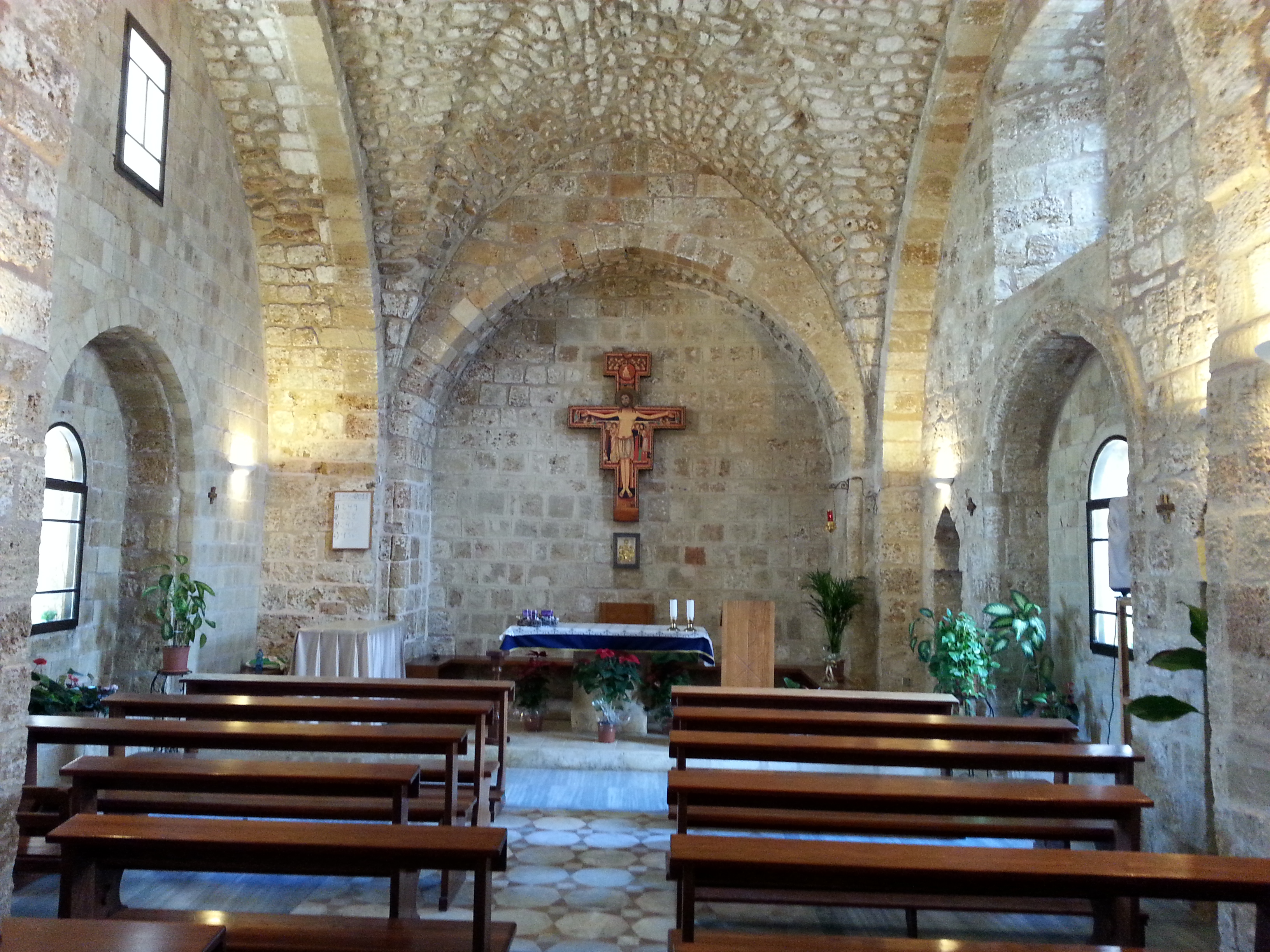
St. Johannis: Gewölbe des dritten Joches mit Altar und Bildnis Jesu Christi am Kreuze, 2018

Alex Kesten (אַלֶכְּס קֶשְׁטֶן; 1912–1994) erstellte bis 1962 ein systematisches Verzeichnis der Bauten in der Altstadt, das das erstaunliche Ineinandergreifen der Bauten aus Kreuzfahrerzeiten und arabisch-osmanischer Ära erfasst, sie stehen mal neben-, mal in- oder übereinander. Basierend auf Kestens Verzeichnis wurde für die Altstadt ein Erhaltungsplan angenommen und schrittweise umgesetzt. In einem neuen Anlauf zur Wiederbelebung wurde die Johanniskirche 1978 erneut renoviert und öffnete ihre Pforten wieder als Gebetsstätte. Im Jahr darauf erhielt sie wieder eine Glocke. Nach 1985 jedoch wurde die Kirche wegen nachbarschaftlicher Auseinandersetzungen und Vandalismus geschlossen und die Gemeinde zog wieder in die Franziskuskirche im Kloster. Nachdem der Bau lange verwaist war, begannen akkonische Lateiner und Franziskaner die Johanniskirche ab 1994 wiederherzurichten. Komplett renoviert wurde die Kirche am 8. April 2000 wieder geweiht und dient der etwa 180 bis 200 Seelen zählenden Gemeinde der Lateiner. Im Jahr darauf erklärte die UNESCO die Johanniskirche als Teil der Altstadt Akkos mit dieser zum Weltkulturerbe.

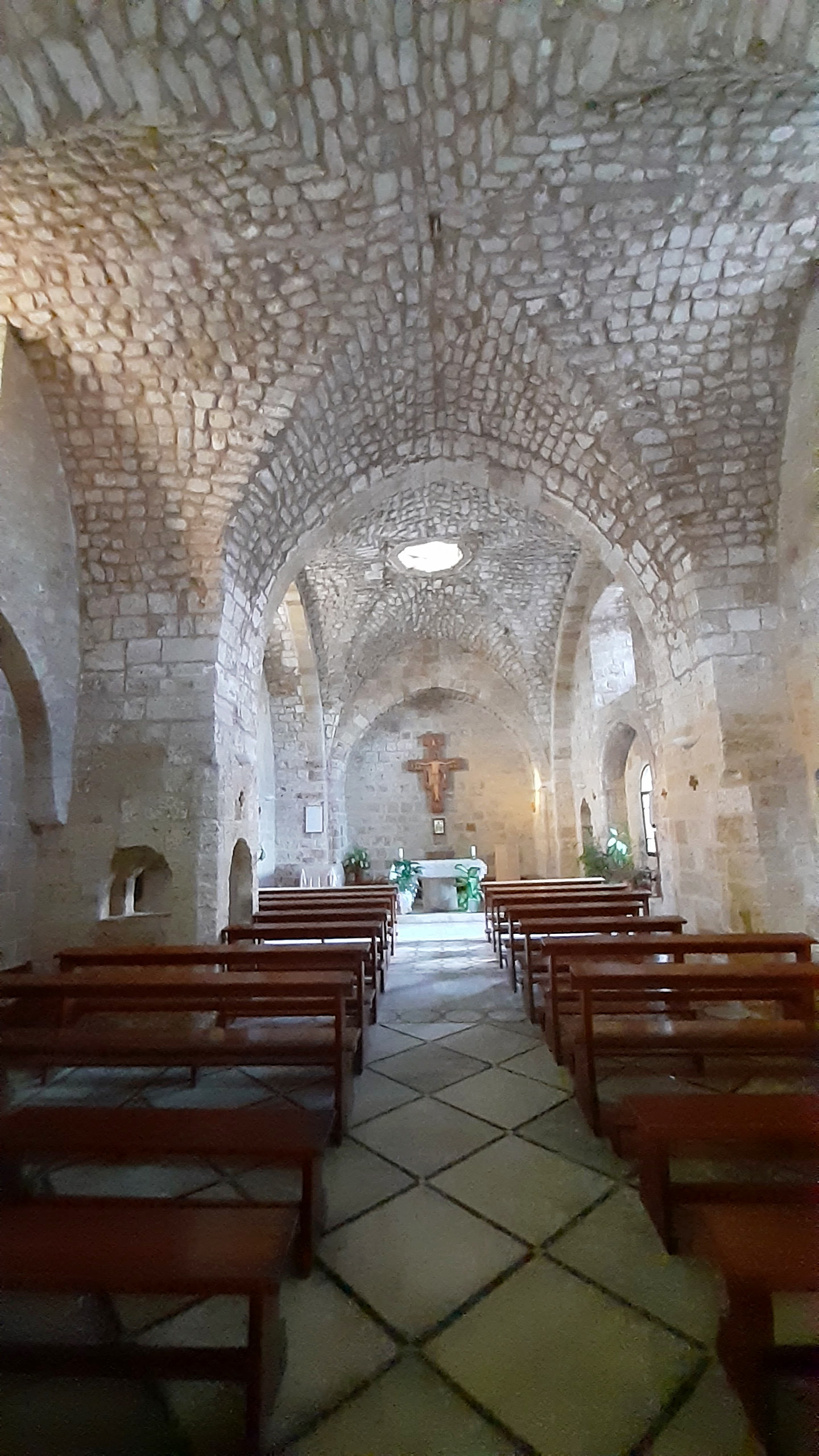
St. Johannis: Gewölbe des dritten Jochs mit Öffnung im Scheitel, 2018

## Bauschreibung
Das jetzige Gotteshaus schließt Strukturen einer Kreuzfahrerkirche aus dem 12. Jahrhundert ein, wobei es sich wahrscheinlich um die mittelalterliche Andreaskirche Akkos handelt. Die von Bruder Quirico Calella, der 2017 in den Libanon wechselte, angestrebte Ergrabung der mittelalterlichen Krypta bleibt ein Desideratum.

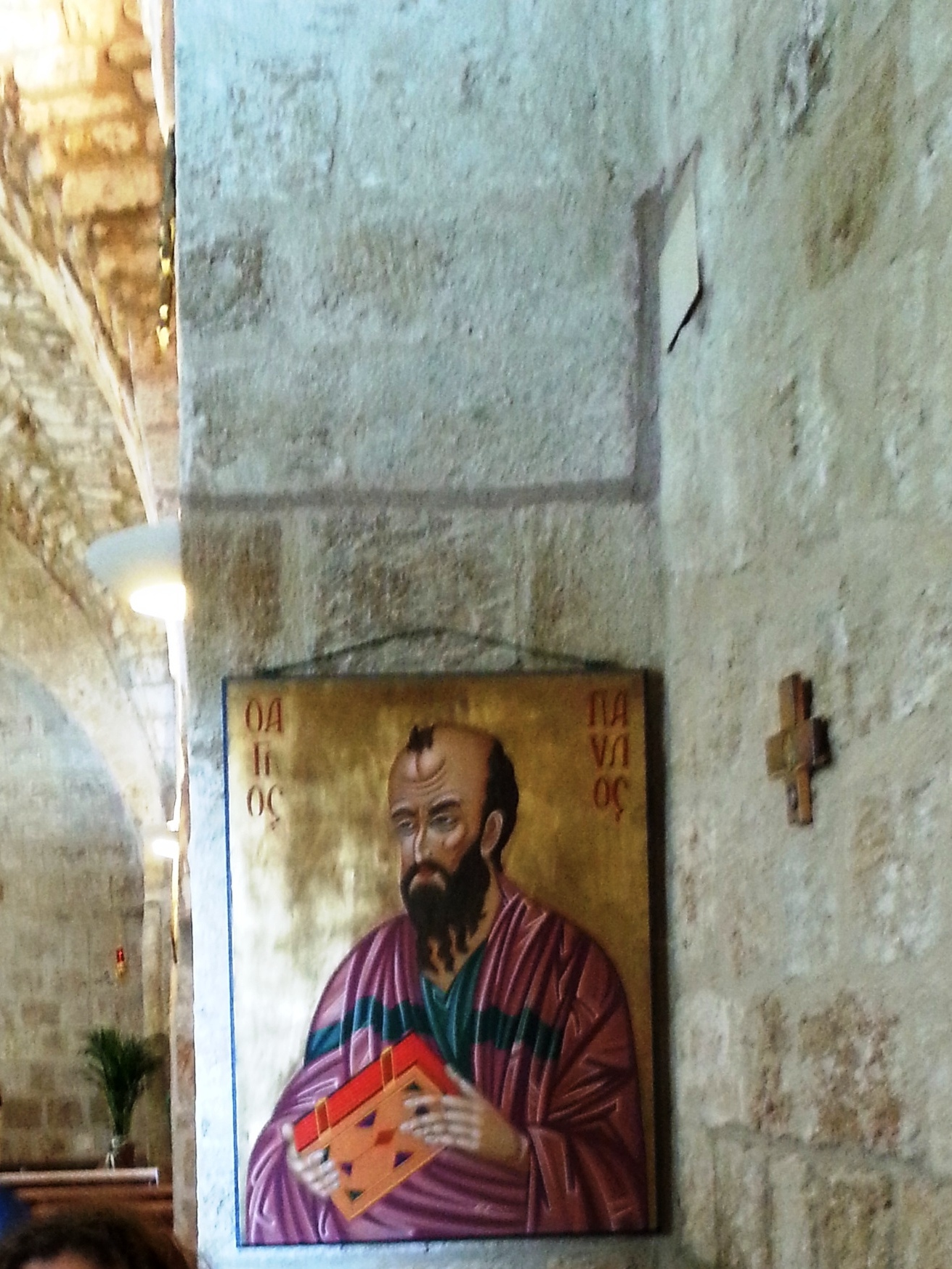
St. Johannis, östlicher Wandpfeiler: Ikone des Schaʾul Paulos von Tarsos, 2018

Wie der Grundriss zeigt, ist der Bau eine einschiffige kreuzgewölbte Saalkirche von drei Jochen. Die Kirche ist nicht geostet, sondern genordet. Da die Wandpfeiler zwischen dem – von Süden aus gezählt – zweiten und dritten Joch weit in den Kirchenraum einrücken, ist der Kirchenraum in einen zweijochigen südlichen und einen kleineren einjochigen nördlichen Raum gegliedert, an den nördlich eine kleine Nische unter einem vorstehenden Blendbogen anschließt. In der Nische steht der Altartisch unter einem Altarbild mit halbplastischer Darstellung des gekreuzigten Jesus von Nazareth.
Die Kirche hat drei Eingänge, einen von der südlichen Stadtmauer her und ins dritte Joch zwei, jeweils einen von Westen und Osten, wo Treppen vom niedrigeren Niveau der nördlichen Gasse Schariʿ Ṣālaḥ wa-Baṣrī (شارع صالح وبصري, DMG Šāriʿ Ṣālaḥ wa-Baṣrī, רְחוֹב צָאלַח וּבַצְרי Rechōv Zālach ū-Vazrī) heraufführen. Das Kreuzgewölbe im dritten Joch weist am Scheitel eine runde Öffnung auf, worüber sich eine rot gekuppelte Laterne erhebt, durch die bei Tage Licht hereinfällt. Außen etwa mittig auf der Ostmauer setzt ein gemauertes Glockentürmchen mit unverkleideten Schallöffnungen auf.

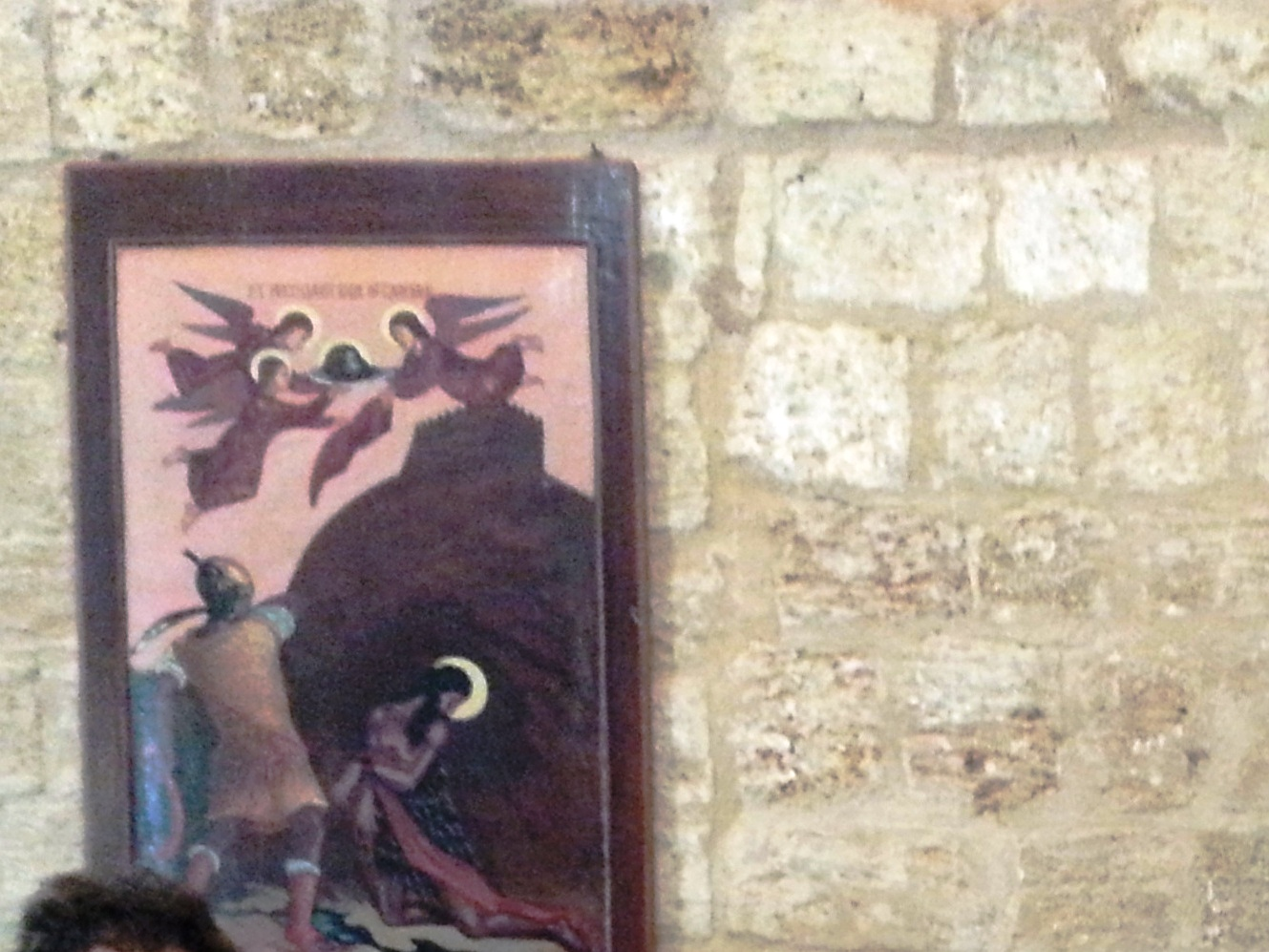
St. Johannis, südliche Wand: Ikone der Enthauptung Johannis des Täufers, 2018

### Ausstattung

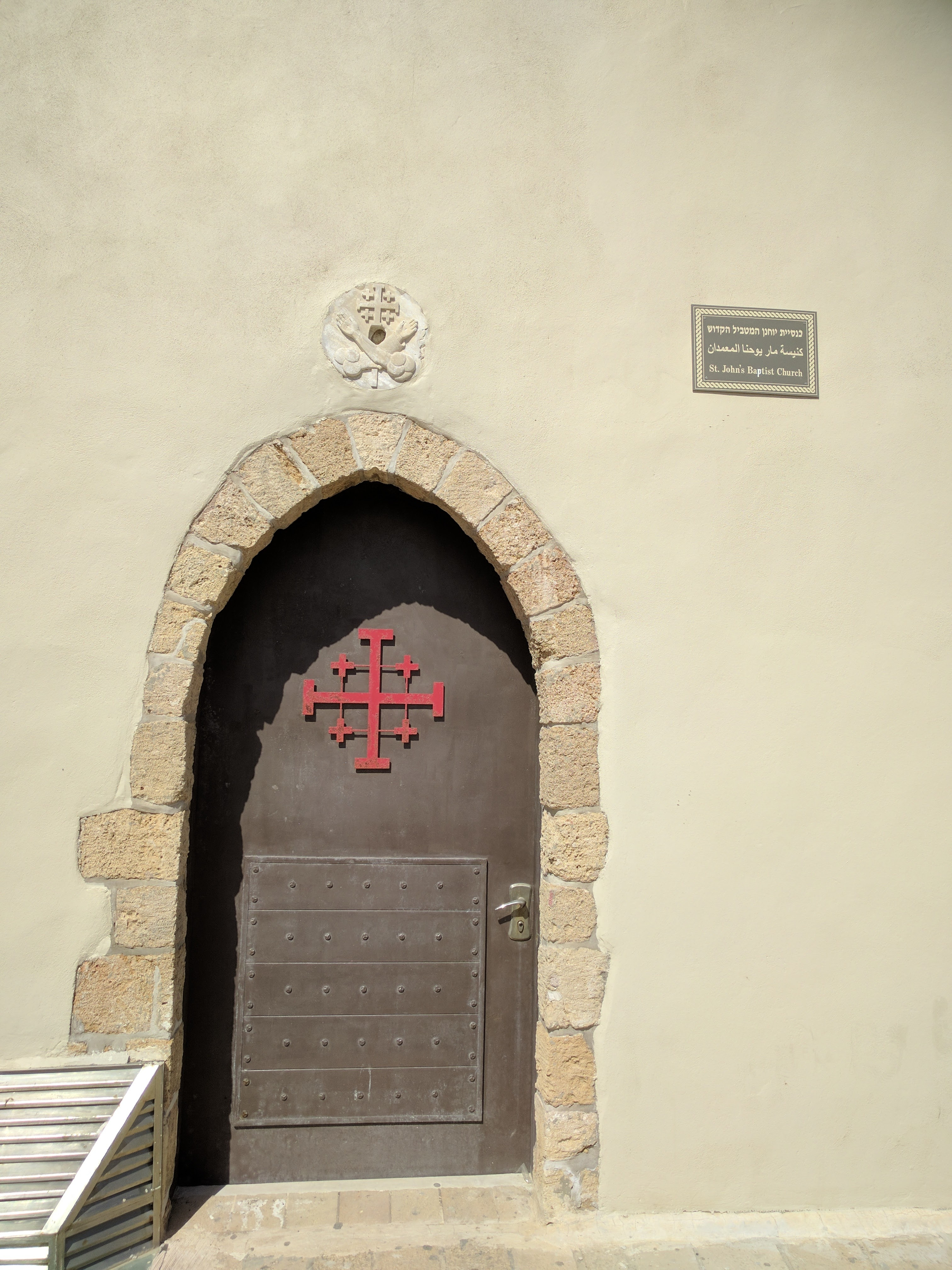
Unterbau der Kirche: Signet der Kustodie über einer Tür, 2017

In der Altarnische hängt ein hölzernes Altarbild mit halbplastischer Darstellung des gekreuzigten Jesus von Nazareth. Zudem gibt es eine Darstellung des Schaʾul Paulos von Tarsos am Wandpfeiler zwischen zweitem und dritten Joch. Dem Patrozinium entsprechend hängen Ikonen mit Darstellungen der Taufe Jesu durch Johannes den Täufer und der Enthauptung des letzteren. 1979 erhielt die Kirche eine neue Glocke. Die hölzernen Kirchenbänke stammen vom Anfang des 21. Jahrhunderts. Mit einem Steinrelief ihres Signets an der Fassade gibt die Kustodie des Heiligen Landes zu erkennen, dass die Kirche zu ihren Gütern zählt.